# Parakeelya primuliflora
Parakeelya primuliflora är en källörtsväxtart som först beskrevs av Friedrich Ludwig Diels, och fick sitt nu gällande namn av M.A. Hershkovitz. Parakeelya primuliflora ingår i släktet Parakeelya och familjen källörtsväxter. Inga underarter finns listade i Catalogue of Life.